# Alipo (escultor)
Alipo (en griego, Ἄλυπος) (Sición, siglo V a. C. – siglo IV a. C.) fue un escultor de la Antigua Grecia. 
Estudió con Naucide de Argos y pertenece a la segunda generación de la escuela de Policleto. Trabajó en el Monumento de los navarcos de Esparta erigido por Lisandro en Delfos después de la batalla de Egospótamos con el botín de la victoria, alrededor del 405 a. C.. El donario fue una obra de bronce de gran tamaño donde colaboraron varios artesanos del bronce de la escuela de Policleto: una base, de la que se conservan restos de Delfos, que sostenía 37 estatuas de dioses y comandantes de la flota espartana que habían acompañado a Lisandro en la batalla. 
Pausanias atribuye a Alipo siete estatuas de navarcos quedando su firma en la base del monumento y también las estatuas de algunos vencedores olímpicos.